# BMW řady 3 (E36)
BMW řady 3 model E36 byl vyráběn od prosince 1989 do roku 2000 v pěti karosářských variantách. Na stejné platformě byl později vyvinut sportovní typ Z3.

## Historie
- Prosinec 1989 – započetí výroby varianty Saloon (čtyřdveřový sedan) a to v motorových verzích: 316i, 318i, 320i a 325i.
- Leden 1990 – uvedení do prodeje
- 1991 – nabídka rozšířena o motorovou variantu 325td u verze Saloon. 
Nová karosářská varianta Coupé, vyráběná ve verzích 316i, 318is, 320i, 325i a M3
- 1992 – nová karosářská varianta Cabrio, vyráběná ve verzích 318i, 320i, 325i a M3
- 1993 – počátek prodeje verze 318is i jako Saloon. 
 Počátek prodeje verze 325tds u varianty Saloon.
- 1994 – dochází k postupnému útlumu výroby verze 325i.
 Počátek prodeje verzí 318tds, 323i a 328i u všech karosářských variant. Všechny šestiválcové motory nově v generaci M52 s hliníkovým blokem.
 Počátek prodeje verze M3 u varianty Saloon.
 Dochází k modernizaci všech šestiválcových zážehových pohonných jednotek. Zavedení mechanismu VANOS.
 Nová karosářská varianta Touring (kombi), vyráběná ve verzích 316i, 318i, 320i, 328i, 318tds a 325tds.
 Nová karosářská varianta Compact, vyráběná ve verzích 316g, 316i, 318ti, 318tds a 323i.
- 1998 – konec prodeje varianty Saloon.
- 1999 – konec prodeje varianty Coupé, Cabrio a Touring.
- 2000 – konec prodeje varianty Compact.

## Tabulka motorů s parametry
| Model            | Zdvihový objem   | Počet a uspořádání válců | Ventilový rozvod | Palivo           | Výkon             | Kroutící moment  | Kód motoru       | Zrychlení 0–100 km/h | Max. rychlost    | Roky výroby      |
| Benzínové motory | Benzínové motory | Benzínové motory         | Benzínové motory | Benzínové motory | Benzínové motory  | Benzínové motory | Benzínové motory | Benzínové motory     | Benzínové motory | Benzínové motory |
| ---------------- | ---------------- | ------------------------ | ---------------- | ---------------- | ----------------- | ---------------- | ---------------- | -------------------- | ---------------- | ---------------- |
| 316i             | 1596 cm3         | R4                       | SOHC 8V          | Benzín           | 74 kW @ 5500 rpm  | 141 @ 4250 rpm   | M40B16           | 13,1 s               | 191 km/h         | 1990–1993        |
| 316i             | 1596 cm3         | R4                       | SOHC 8V          | Benzín           | 75 kW @ 5500 rpm  | 150 @ 3900 rpm   | M43B16           | 12,7 s               | 195 km/h         | 1993–1998        |
| 318i             | 1796 cm3         | R4                       | SOHC 8V          | Benzín           | 83 kW @ 5500 rpm  | 162 @ 4250 rpm   | M40B18           | 11,5 s               | 198 km/h         | 1990–1993        |
| 318i             | 1796 cm3         | R4                       | SOHC 8V          | Benzín           | 85 kW @ 5500 rpm  | 168 @ 3900 rpm   | M43B18           | 11,3 s               | 201 km/h         | 1993–1998        |
| 318is            | 1796 cm3         | R4                       | DOHC 16V         | Benzín           | 103 kW @ 6000 rpm | 175 @ 4500 rpm   | M42B18           | 10,2 s               | 213 km/h         | 1992–1996        |
| 318is            | 1895 cm3         | R4                       | DOHC 16V         | Benzín           | 103 kW @ 6000 rpm | 180 @ 4300 rpm   | M44B19           | 10,2 s               | 213 km/h         | 1996–1998        |
| 320i             | 1991 cm3         | R6                       | DOHC 24V         | Benzín           | 110 kW @ 5900 rpm | 190 @ 4700 rpm   | M50B20           | 10,0 s               | 214 km/h         | 1991–1994        |
| 320i             | 1991 cm3         | R6                       | DOHC 24V         | Benzín           | 110 kW @ 5900 rpm | 190 @ 4200 rpm   | M52B20           | 9,9 s                | 214 km/h         | 1994–1998        |
| 323i             | 2494 cm3         | R6                       | DOHC 24V         | Benzín           | 125 kW @ 5500 rpm | 245 @ 3950 rpm   | M52B25           | 8,0 s                | 231 km/h         | 1995–1998        |
| 325i             | 2494 cm3         | R6                       | DOHC 24V         | Benzín           | 141 kW @ 5900 rpm | 245 @ 4700 rpm   | M50B25           | 8,0 s                | 233 km/h         | 1991–1993        |
| 325i             | 2494 cm3         | R6                       | DOHC 24V         | Benzín           | 141 kW @ 5900 rpm | 245 @ 4200 rpm   | M50B25TU         | 7,5 s                | 233 km/h         | 1993–1995        |
| 328i             | 2793 cm3         | R6                       | DOHC 24V         | Benzín           | 142 kW @ 5300 rpm | 280 @ 3950 rpm   | M52B28           | 7,0 s                | 240 km/h         | 1994–1998        |
| M3               | 2990 cm3         | R6                       | DOHC 24V         | Benzín           | 210 kW @ 7000 rpm | 320 @ 3600 rpm   | S50B30           | 5,4 s                | 250 km/h         | 1992–1995        |
| M3               | 3201 cm3         | R6                       | DOHC 24V         | Benzín           | 236 kW @ 7400 rpm | 350 @ 3250 rpm   | S50B32           | 5,2 s                | 250 km/h         | 1995–1998        |
| Naftové motory   |                  |                          |                  |                  |                   |                  |                  |                      |                  |                  |
| 318tds           | 1665 cm3         | R4                       | SOHC 8V          | Nafta            | 66 kW @ 4400 rpm  | 190 @ 2000 rpm   | M41D17           | 14,4 s               | 182 km/h         | 1994–1998        |
| 325td            | 2498 cm3         | R6                       | SOHC 12V         | Nafta            | 85 kW @ 4800 rpm  | 222 @ 1900 rpm   | M51D25           | 12,0 s               | 198 km/h         | 1991–1996        |
| 325td            | 2498 cm3         | R6                       | SOHC 12V         | Nafta            | 85 kW @ 4800 rpm  | 230 @ 1900 rpm   | M51D25           | 12,0 s               | 198 km/h         | 1996–1998        |
| 325tds           | 2498 cm3         | R6                       | SOHC 12V         | Nafta            | 105 kW @ 4800 rpm | 260 @ 2200 rpm   | M51D25           | 10,4 s               | 214 km/h         | 1993–1996        |
| 325tds           | 2498 cm3         | R6                       | SOHC 12V         | Nafta            | 105 kW @ 4600 rpm | 280 @ 2200 rpm   | M51D25           | 10,4 s               | 214 km/h         | 1996–1998        |

## Produkce
| - Limousine :    | 1990–1998 |
| - Coupé :        | 1992–1999 |
| - Cabrio :       | 1993–1999 |
| - Compact :      | 1993–2000 |
| - Touring :      | 1994–1999 |
| - M3 Coupé :     | 1992–1999 |
| - M3 Cabrio :    | 1993–1999 |
| - M3 Limousine : | 1994–1998 |

## Karosářské varianty

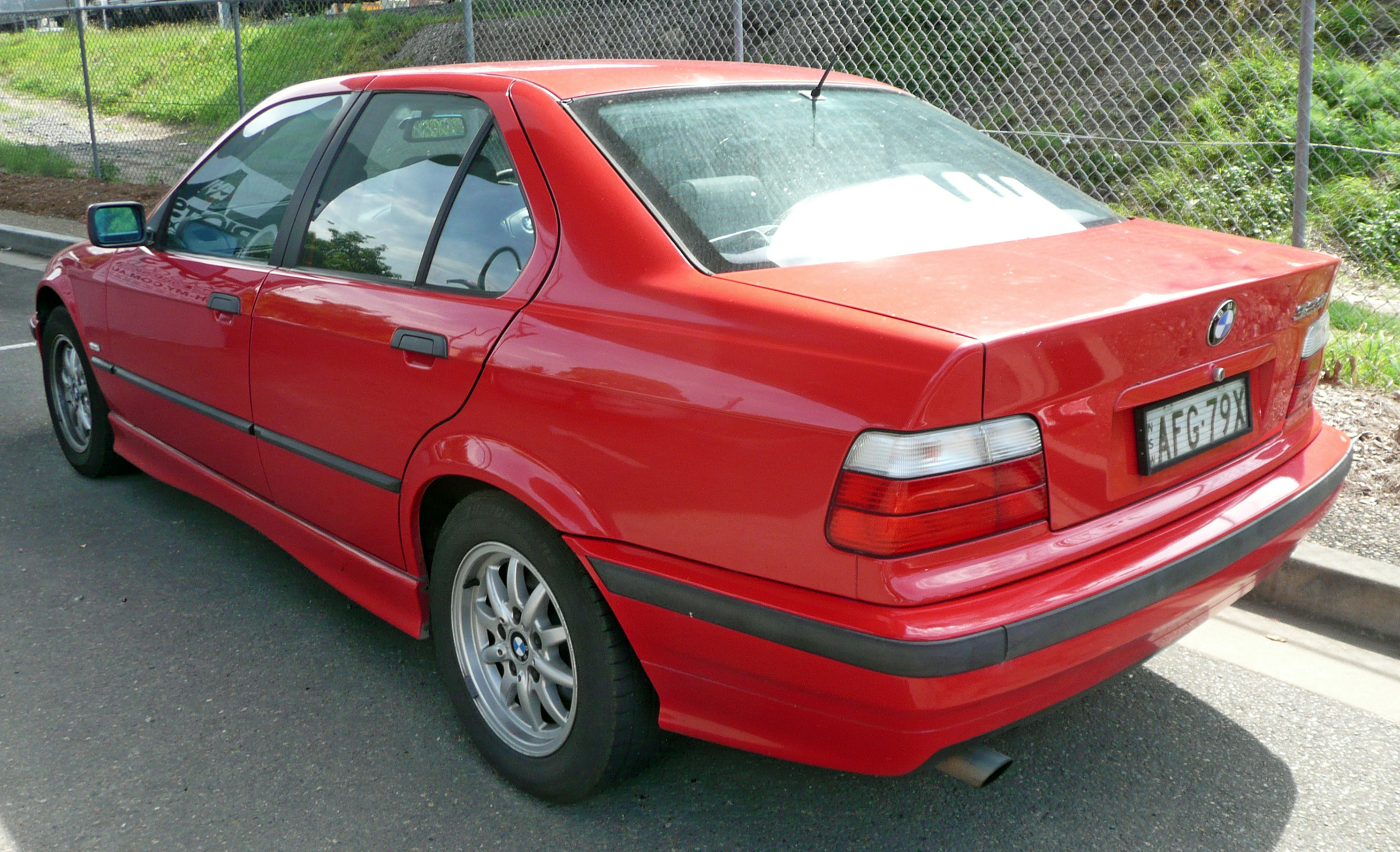
BMW 323i Sedan
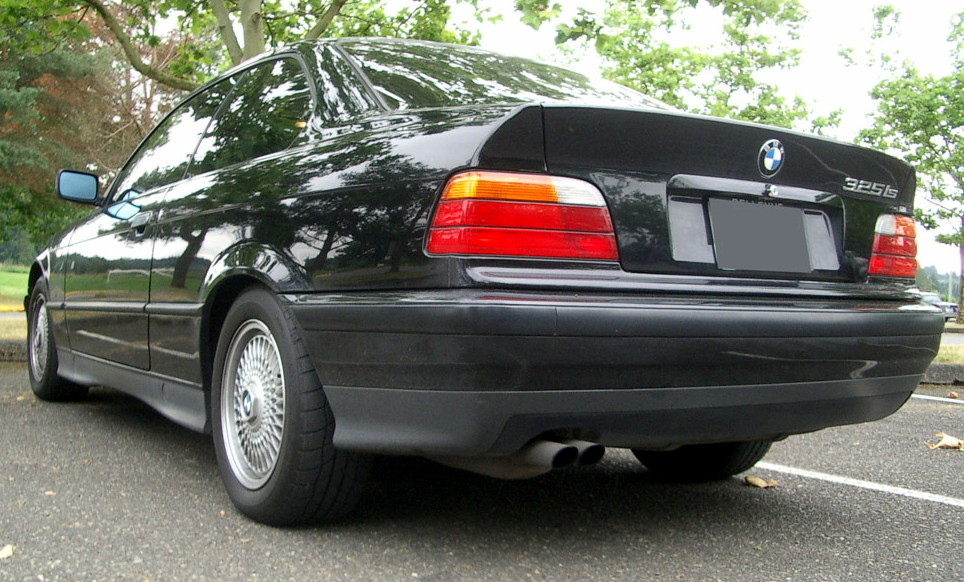
BMW 325i Coupé
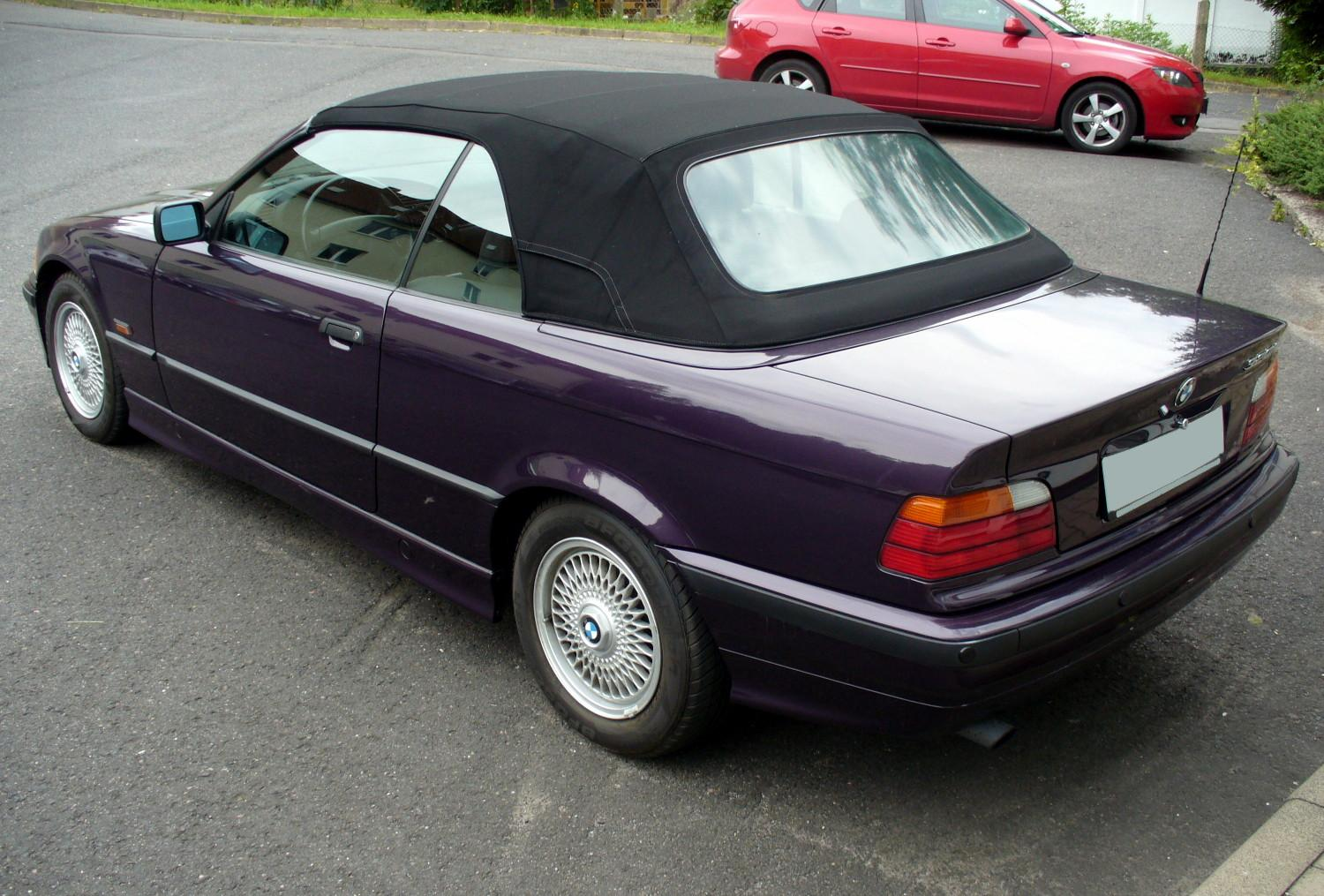
BMW 320i Cabrio
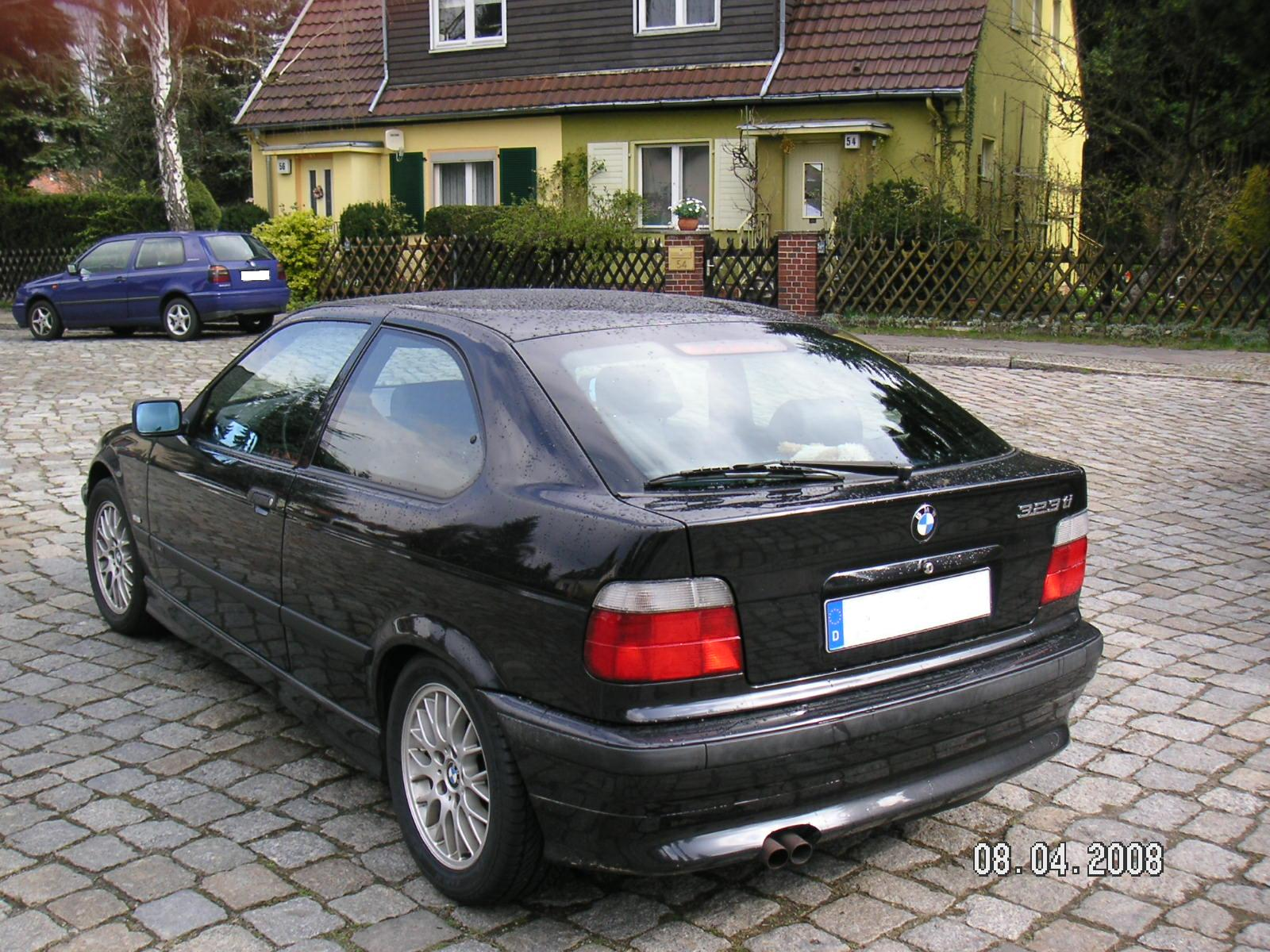
BMW 323ti Compact
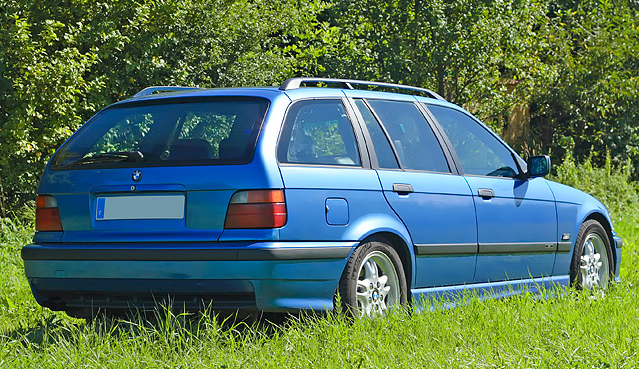
BMW 328i Touring